# Iván Faragó
Iván Faragó   (Budapest, 1 d'abril de 1946 - 12 de desembre de 2022) fou un jugador d'escacs hongarès, que té el títol de Gran Mestre des de 1976.

## Resultats destacats en competició
Faragó va guanyar el campionat d'Hongria el 1986. Va ser un jugador en actiu durant cinquanta anys, i va seguir jugant a la Bundesliga d'escacs, on representava el club d'escacs de Griesheim.